# Vehbi Akdağ
Vehbi Akdağ   () fou un lluitador turc, especialista en lluita lliure, que va competir durant la dècada de 1970.
Durant la seva carrera esportiva va prendre part en tres edicions dels Jocs Olímpics d'Estiu, el 1968, 1972 i 1976. El millor resultat el va obtenir als de 1972, a Munic, on guanyà la medalla de plata en la competició del pes ploma del programa de lluita lliure.
En el seu palmarès també destaca una medalla de bronze en el Campionat del Món de 1974.